# Lodovico Sauli d’Igliano

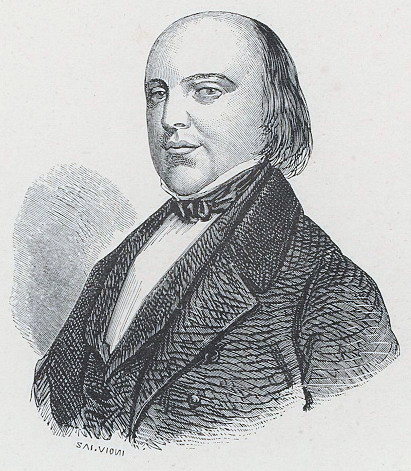
Lodovico Sauli d’Igliano

Lodovico Sauli d’Igliano, Conte Sauli d’Igliano (* 10. November 1787 in Ceva, Piemont; † 15. September 1874 in Turin), war ein Diplomat und Politiker im Königreich Sardinien beziehungsweise nach 1861 Königreich Italien, der unter anderem zwischen 1848 und seinem Tode 1874 Mitglied des Senats (Senato del Regno) war.

## Leben
Lodovico Sauli d’Igliano war Vizepräsident und Präsident des Rates des Bezirks (Consiglio divisionale) in Cuneo sowie Präsident des Provinzrats (Consiglio provinciale) in Mondovì. Im Januar 1824 wurde er für das Königreich Sardinien außerordentlicher Gesandter und bevollmächtigter Minister im Osmanischen Reich und verblieb dort bis zum 22. April 1825. Am 6. Dezember 1827  wurde er Mitglied der Accademia delle Scienze di Torino, der Akademie der Wissenschaften in Turin, und übernahm am 25. Februar 1832 das Amt als Generalkommissar für die Grenzen der Festlandstaaten und war zeitweise auch Vizepräsident des Rates für diplomatische Streitigkeiten (Consiglio del contenzioso diplomatico). Für seine Verdienste wurde er am 12. April 1832 Ritter des Zivilverdienstordens von Savoyen
Am 16. April 1833 übernahm er das Amt als Erster Beamter des Staatssekretariats für die Angelegenheiten der Insel Sardinien (Segreteria di Stato per gli affari dell’isola di Sardegna) und hatte dieses fast fünfzehn Jahre lang bis zum 4. März 1848 inne. Am 3. April 1848 wurde er zum Mitglied des Senats des Königreichs Sardinien ernannt und gehörte nach Ausrufung des Königreichs Italien am 17. März 1861 dem italienischen Senat (Senato del Regno) bis zu seinem Tode am 15. September 1874 an. 
Im Juni 1848 wurde er zudem außerordentlicher Kommissar im Herzogtum Modena und Reggio sowie zugleich Mitglied der Accademia delle scienze, lettere ed arti di Modena, der dortigen Akademie der Wissenschaften, Literatur und Kunst. Während seiner Senatszugehörigkeit war er zwischen dem 19. Januar und dem 19. November 1850 Mitglied des Petitionsausschusses (Commissione per le petizioni) und wurde für seine Verdienste am 22. Februar 1850 zum Kommandeur des Ordens der Heiligen Mauritius und Lazarus ernannt. Er war 1852, 1854 und 1861 auch Mitglied der Deputation zur Beantwortung von Anfragen und Reden des Königs von Sardinien, Viktor Emanuel II., und erhielt am 4. Januar 1863 die Ernennung zum Großoffizier des Ordens der Heiligen Mauritius und Lazarus sowie am 22. April 1868 zum Kommandeur des Ordens der Krone von Italien.
Sauli d’Igliano war ferner Ehrenmitglied der Kunsthochschule Accademia Albertina in Turin, Vizepräsident der dortigen Landwirtschaftsverbandes (Associazione agraria di Torino) sowie korrespondierendes Mitglied der Gesellschaft für Landwirtschaft und Wirtschaft in Cagliari, der Società agraria ed economica di Cagliari.

## Veröffentlichungen
- Prefazione che avrebbe dovuto precedere al Tesoro, di Ser Brunetto Latini, di cui il Sig. Lodovico Valeriani era stato incaricato dall’Imperatore Napoleone di procurar l’edizione insieme con quella d’altri antichi testi di lingua
- Della colonia dei genovesi in Galata, A spese di Giuseppe Bocca Libraio di S.S.R.M., Turin 1831
- Il Castello delle Mollere, Racconto storico fatto alle valorose donne torinesi da Mandricardo da Sammichele, Cicero pro domo sua, Turin, 1834
- Sulla condizione della Monarchia in Savoia sino all’età di Emanuele Filiberto
- Lezioni sul cavaliere errante, romanzo di Michele III Marchese di Saluzzo

## Hintergrundliteratur
- Virgilio Ilari, Davide Shamà, Dario Del Monte, Roberto Sconfienza, Tomaso Vialardi di Sandigliano: Dizionario bibliografico dell’Armata Sarda seimila biografie (1799–1821), Invorio, Widerholdt Frères srl, 2008, ISBN 978-88-902817-9-2.
- Francesco Lemmi: La politica estera di Carlo Alberto nei suoi primi anni di regno, Florenz, F. Le Monnier, 1928.
- Francesco Lemmi: L’età napoleonica, Mailand, Vallardi, 1938.
- Giuseppe Ottolenghi: Reminiscenze della propria vita. Commentario del conte Ludovico Sauli d’Igliano, Rom, Società Editrice Dante Alighieri, 1897.
- Niccolò Rodolico: Carlo Alberto principe di Carignano, Florenz, F. Le Monnier, 1931.
- Nello Rosselli: Inghilterra e Regno di Sardegna dal 1815 al 1847, Turin, Einaudi, 1954.